# Дамин гамбит (мини-серија)
Дамин гамбит (енгл. The Queen's Gambit) је америчка драмска мини-серија о одрастању базирана на истоименом роману из 1983. Волтера Тевиса, коју су за Netflix направили, написали и режирали Скот Френк и Ален Френк. Почевши од средине 1950-их и настављајући се до 1960-их, прича говори о сирочету и шаховском чуду од детета на њеном путу да постане најбоља светска шахисткиња док се бори са емотивним проблемима и зависношћу од дроге и алкохола.
Серија Дамин гамбит је изашла 23. октобра 2020. године. Након четири недеље гледања постала је најгледанија сценаријска мини-серија на стриминг платформи Netflix. Критика је похвалила перформанс Ање Тејлор-Џој као Бет Хармон као и за кинематографију и продукцијске вредности. Такође је добила позитиван пријем од шаховске заједнице и заслужна је за подстицање поновног оживљавања јавног интереса за игру. Након емитовања серије забележен је раст у продаји шаха, али такође се бележи раст и интересовању за играње шаха преко Интернета.

## Радња
Дамин гамбит прати догађаје из живота сирочета и шаховског чуда од детета на њеном путу да постане најбоља светска шахисткиња док се бори са емотивним проблемима и зависношћу од дроге и алкохола. Серија свој назив дугује популарном шаховском отварању. Прича почиње средином 1950-их, а наставља се 1960-их.
Радња започиње у Лексингтону, где је деветогодишња Бет, која је изгубила мајку у аутомобилској несрећи, одведена у сиротиште. Домар зграде, господин Шајбел, учи Бет шаху. Као што је било уобичајено током 1950-их, сиротиште даје девојкама свакодневне таблете за смирење, што код Бет ствара зависност. Захваљујући замишљању шаховске табле на таваници, а уз дејство лекова за смирење, Бет брзо постаје добра шахисткиња. Инцидент са таблетама Бет удаљава од табле на неко време. Неколико година касније, Бет су усвојили Алма Витли и њен супруг из Лексингтона. Како се прилагођава свом новом дому, Бет улази у шаховски турнир и побеђује упркос томе што није имала претходно искуство у такмичарском шаху. Развија пријатељства са неколико људи, укључујући бившег шампиона државе Кентаки, Харија Белтика; надарено, али арогантно шаховско чудо од детета, Бенија Вотса; и новинара, фотографа и колегу играча, Ди Ел Таунс. Како Бет наставља да побеђује у играма и убира финансијске користи од свог успеха, њена зависност расте...